# Rhizogonium lindigii
Rhizogonium lindigii là một loài rêu trong họ Rhizogoniaceae. Loài này được (Hampe) Mitt. mô tả khoa học đầu tiên năm 1869.